# Dolina reke Eisack
Dolina reke Eisack (italijansko Valle Isarco, nemško Eisacktal, ladinsko Val dl Isarch) je upravna skupnost v osrednji Južni Tirolski. Glavno in največje mesto je Briksen (nemško: Brixen, italijansko: Bressanone, lad. Persenon/Persenù) z 19.163 prebivalci. Bled v Sloveniji je pobrateno mestom Briksen. Dolina reke Eisack je upravno razdeljena na 13 občin (2 mestni občini, 2 tržni občini, 9 občin). Prebivalci večinoma govorijo nemško (86 %), italijansko (13 %), in ladinščino (1 %). Leta 2004 je bilo 46.788 prebivalcev, od tega je 3,7 % tujcev. Površina upravne skupnosti je 624 km².

## Mestne in trgovske občine upravne skupnosti
- Briksen, z 19.163 prebivalci (2004) -mestna občina-
- Klausen (it. Chiusa, lad. Tluses/Tlüses/Cluse), s 4.863 prebivalci (2004) -mestna občina-
- Kastelruth (it. Castelrotto, lad. Ćiastel), s 6.166 prebivalci (2004) -tržna občina-
- Mühlbach (Mlin potoka, it. Rio di Pusteria Potok v Pusterski dolini), z 2.720 prebivalci (2004) -tržna občina-